# Zephlebia
Zephlebia is een geslacht van haften (Ephemeroptera) uit de familie Leptophlebiidae.

## Soorten
Het geslacht Zephlebia omvat de volgende soorten:
- Zephlebia borealis
- Zephlebia dentata
- Zephlebia inconspicua
- Zephlebia nebulosa
- Zephlebia pirongia
- Zephlebia spectabilis
- Zephlebia tuberculata
- Zephlebia versicolor